# Tom Croft
Thomas Richard Croft (Basingstoke, 7 de noviembre de 1985) es un jugador británico  de rugby retirado  que se desempeñaba como ala.

## Selección nacional
Fue convocado al XV de la Rosa por primera vez en febrero de 2008 para enfrentar a Les Bleus y no volvió a ser seleccionado desde marzo de 2015 cuando enfrentó al XV del Trébol. Hasta el momento jugó 40 partidos y marcó cuatro tries para un total de 20 puntos.

### Participaciones en Copas del Mundo
Por el momento solo disputó la Copa del Mundo de Nueva Zelanda 2011 donde jugó todos los partidos y le marcó un try a los Stejarii. El XV de la Rosa ganó su grupo con todas victorias y eliminando al XV del Cardo pero resultó eliminada en cuartos de final tras caer ante Francia.
| Mundial                       | Sede          | Resultado        | PJ | Tries |
| ----------------------------- | ------------- | ---------------- | -- | ----- |
| Copa Mundial de Rugby de 2011 | Nueva Zelanda | Cuartos de final | 5  | 1     |

## Leones británicos
Fue seleccionado a los British and Irish Lions para integrar el plantel que partió de gira a Sudáfrica en 2009, Croft jugó los tres test–matches frente a los Springboks y les marcó un doblete en el primer partido. Cuatro años más tarde resultó nuevamente seleccionado para la gira a Australia, esta vez jugó dos test–matches contra los Wallabies y no marcó puntos.

## Palmarés
- Campeón del Torneo de las Seis Naciones de 2011.
- Campeón de la Premiership Rugby de 2006–07, 2008–09, 2009–10 y 2012–13.
- Campeón de la Anglo-Welsh Cup de 2006–07, 2011–12 y 2016–17.